# V. Frigyes pfalzi választófejedelem
V. Frigyes pfalzi választófejedelem (Amberg, 1596. augusztus 26. – Mainz, 1632. november 29.) a Rajnai Palotagrófság uralkodója (1610-1623), Csehország királya (1619-1620).

## Élete

### Származása
IV. Frigyes pfalzi választófejedelem és Luiza Julianna oránia-nassaui hercegnő fia. 1610-1615-ig IV. János zweibrückeni pfalzi gróf gyámsága alatt állott. 

### Házassága, gyermekei
A 16 esztendős Frigyes 1613. február 14-én nőül vette a nála csupán három nappal fiatalabb Erzsébet angol és skót királyi hercegnőt, I. Jakab angol király, VI. Jakab néven skót király leányát
- Henrik Frigyes (1614. január 1 - 1629. január 7.), halálát vízbefúlás okozta
- Károly Lajos (1617. december 22 - 1680. augusztus 28.),
- Erzsébet (1618. december 26 - 1680. február 11.), nem ment férjhez, 1667-ben a herford-i apátság rendfőnöknője lett
- Rupert (1619. december 17 - 1682. november 29.)
- Móric (1620. december 17 - 1652 szeptembere)
- Lujza (1622. április 18 - 1709. február 11.), nővéréhez hasonlóan ő sem ment férjhez, hanem 1659. március 25-én novícia (leendő apáca) lett, 1660. szeptember 19-én pedig fogadalmat tett, és apáca vált belőle a maubuisson-i cisztercita kolostorban. XIV. Lajos francia király 1664 augusztusában kinevezte őt a kolostor rendfőnökasszonyává.
- Lajos (1624-1625)
- Eduárd (1625. október 5 - 1663. március 10.), 1645. április 24-én nőül vette a 28 éves Gonzága Anna Mária mantua-i hercegnőt, aki három gyermeket szült neki, Lujza Máriát, Anna Henrietta Júliát és Benedikta Henriettát
- Henrietta Mária (1626. július 17 - 1651. szeptember 18.),
- János Fülöp Frigyes (1627-1650)
- Sarolta (1628-1631)
- Zsófia (1630. október 14 - 1714. június 8.),
- Gusztáv Adolf (1632-1641)

### Uralkodása
1615-ben kezdett uralkodni. Rövid idő alatt a Protestáns Unió vezetője lett, és ennek köszönhette, hogy a fölkelő cseh rendek 1619-ben majdnem egyhangúlag őt választották meg II. Ferdinánd helyett királyuknak. Frigyes a felesége és a nagybátyja biztatására elfogadta a felkérést, és 1619. november 4-én Prágában megkoronáztatta magát. 
Uralkodása olyan rövid ideig tartott, hogy Frigyest utóbb téli király-nak gúnyolták. 1620. november 8-án Prága mellett, a fehérhegyi csatában Tilly és Pappenheim katonái szétverték Frigyes hadát. A téli király így  családostul Hollandiába menekült, ahol teljesen koldusbotra jutott. 1621-ben Ferdinánd birodalmi átokkal sújtotta, országát és méltóságát pedig 1623-ban a Miksa bajor hercegnek  (1573–1651) adományozta. Fia azonban 1648-ban visszanyerte a család birtokait a választói méltósággal együtt.